# Norra Sandsjö församling
Norra Sandsjö församling tillhör Södra Vätterbygdens kontrakt i Växjö stift och ligger i Nässjö kommun. Församlingen ingår i Nässjö pastorat.
Församlingens kyrkor är Norra Sandsjö kyrka och Bodafors kyrka.

## Administrativ historik
Församlingen har medeltida ursprung. Före den 1 januari 1886 (ändring enligt beslut den 17 april 1885) var namnet Sandsjö församling.
Församlingen var till 1633, och från 1640 till 1940 moderförsamling i pastoratet (Norra) Sandsjö och Vallsjö för att utgöra eget pastorat mellan 1633 och 1640 samt mellan 1940 och 1962. Från 1962 till 2014 var församlingen moderförsamling i Norra Sandsjö pastorat. Församlingen var mellan 1940 och 1991 uppdelad i två kyrkobokföringsdistrikt: Norra Sandsjö kbfd (till 1970 063202, från 1971 068203) och Bodafors kbfd (till 1966 066400, 1967–1970 066401 och från 1971 068202). Från 2014 ingår församlingen i Nässjö pastorat.
Fram till 1974 var församlingens area 166,17 kvadratkilometer, men i samband med en gränsjustering av kommungränsen mellan Nässjö kommun och Sävsjö kommun överfördes ett mindre område av församlingens yta, innehållande 61 invånare, till Sävsjö församling och den nya arean blev då 150,5 kvadratkilometer.

## Klockare och organister
| Verksam   | Namn                  | Levnadstid | Övrigt                                         |
| --------- | --------------------- | ---------- | ---------------------------------------------- |
| 1717-1723 | Johan Månsson         |            | Klockare                                       |
| 1727-1734 | Nils                  |            | Klockare                                       |
| 1740      | Jonas                 |            | Organist och klockare                          |
| 1735-1767 | Lars Solberg          | 1697-1767  | Organist och klockare                          |
| 1768-1779 | Jonas Fogelberg       | 1748-1779  | Organist och klockare                          |
| 1781-1796 | Peter Valentin Blom   | 1751-1796  | Organist och klockare                          |
| 1798-1800 | A. Hahn               |            | Organist och klockare                          |
| 1801-1817 | Jonas Petter Ahlstedt | 1777-1830  | Organist och klockare. Senare Ekonomidirektör. |
| 1817-1824 | Johan Syren           | 1796-      | Organist och klockare                          |
| 1826-1843 | Anders Silvander      | 1797-1874  | Organist och klockare                          |
| 1871-1875 | Johan Anders Svensson | 1833-      | Organist, klockare och lärare                  |